# Publius Pasidienus Firmus
Publius Pasidienus Firmus war ein im 1. Jahrhundert n. Chr. lebender römischer Politiker.
Durch Münzen ist belegt, dass Firmus während der Regierungszeit von Claudius (41–54) Statthalter in der Provinz Bithynia et Pontus war; er übte das Amt für zwei Jahre, vermutlich 48/49 und 49/50, aus. Die zweijährige Amtszeit steht wahrscheinlich im Zusammenhang mit dem Feldzug von Gaius Iulius Aquila im Bosporanischen Reich.
Durch ein Militärdiplom, das auf den 17. Juni 65 datiert ist, ist belegt, dass er 65 zusammen mit Aulus Licinius Nerva Silianus Suffektkonsul war. Er war nach dessen Selbstmord der Nachfolger des ordentlichen Konsuls Marcus Iulius Vestinus Atticus.
Firmus war vermutlich mit Lucius Pasidienus Firmus, einem Suffektkonsul des Jahres 75, verwandt.